# Lände Roth
Lände Roth ist ein Hafen- und Industriegebiet der Kreisstadt Roth im mittelfränkischen Landkreis Roth.

## Geographie
Die Lände Roth liegt östlich des Stadtgebietes von Roth und ist ein reines Industriegebiet und Hafen des Main-Donau-Kanales. Die Entfernung zum Ortskern von Roth beträgt dreieinhalb Kilometer, nach Hilpoltstein sind es sieben Kilometer. Das Gebiet ist vollständig von Wäldern umgeben und liegt bei Kanalkilometer 90,7 bis 91,1 West an der Haltung Leerstetten des Main-Donau-Kanales. Dreieinhalb Kilometer südwestlich befinden sich der Rothsee und die Schleuse Eckersmühlen. Das Gelände ist von Natur aus vollkommen eben auf einer Höhe von 356 m.ü.NN und grenzt an die Sandachse Franken.

## Geschichte
Das Gebiet wurde ab Mitte der 1980er Jahre im Zuge der Bauarbeiten am Main-Donau-Kanal erschlossen. Der Hafen ging bereits 1987, fünf Jahre vor der vollständigen Fertigstellung des Kanals in (Sack-)Betrieb. Deshalb gibt es direkt am Hafen Roth für Groß-Gütermotorschiffe mit einer Länge von bis zu 110 m eine Wendemöglichkeit. 1988 wurden die Kranbahn mit einem bis zu 16 Tonnen tragfähigen Wippdrehkran installiert und die ersten Industriebetriebe zogen ein. 1992, zur offiziellen Einweihung des Kanals, feierte man in Roth bereits das 5-jährige Jubiläum mit einem großen Hafenfest. Ein weiteres großes Hafenfest gab es 2010 an der Lände anlässlich der 950-Jahr-Feier der Stadt Roth.

## Gewerbe und Infrastruktur
Von der für die Lände Roth insgesamt ausgewiesenen Gesamtfläche von ca. 53 Hektar sind bisher 19 Hektar genutzt. Weitere 5,8 Hektar beanspruchen die Hafenanlagen und 0,2 Hektar der Motoryacht-Club Roth als Vereinsgelände. Umgeschlagen werden hauptsächlich Steine, Schüttgut, Futter- und Düngemittel sowie Metallabfälle; 2013 waren es mehr als 75.000 Tonnen. Es haben sich mehrere Betriebe des Transport-, Lager- und Logistikgewerbes angesiedelt, zwei Natursteinhändler, sowie ein Fahrzeugverwertungsbetrieb; ein Gastronomiebetrieb bietet für deren Personal und Ausflüglern wochentags Mittagstisch an. Sporadisch wird auch Langholzeinschlag aus dem südlichen Reichswald hier verschifft. Im Hafen Roth können gleichzeitig drei Gütermotorschiffe mit 110 m Länge oder zwei Schubverbände à 185 m Länge festmachen, es kann aber nur jeweils eines geleichtert oder beladen werden. Die Straßen der Lände Roth sind für den Schwerstlastverkehr bis zu 70 Tonnen dimensioniert. Eine Anbindung an den Schienenverkehr wäre ohne großen Geländeverbrauch über die ehemalige Deponie bei Hofstetten an die Nebenbahn Roth – Hilpoltstein in 1,5 km Entfernung ebenfalls problemlos möglich, wurde aber mangels Bedarf bislang nicht hergestellt.
250 Meter nördlich gibt es eine gesonderte Anlegestelle mit Schwimmponton und gesichertem Landesteg für die Personenschifffahrt, der aber nur sehr selten genutzt wird.
Gelegentlich wird hier in Busse umgestiegen, bspw. bei Landgängen zu Besichtigungen, zur örtlichen Gastronomie oder bei Betriebsstörungen des Kanals.

## Sonstiges
Neben dem Hafen befindet sich eine Panzerdurchfahrt, die auch zu beiden Seiten des Kanals als Slipanlage für Sportboote zur Verfügung steht. Die an der Westseite wird vom ortsansässigen Yachtclub und einer ortsfremden Boots-Fahrschule recht häufig genutzt, die ostseitige und die Schiffswende wird eher von Badegästen aufgesucht. Neben der Slipanlage West gibt es einen kleinen Rastplatz, an dem in gemäßigten Grenzen das Grillen toleriert wird. Dieser Rastplatz wird wegen seiner nächtens recht ruhigen Lage und der großzügigen Verkehrsflächen auch regelmäßig von ortskundigen LKW-Fahrern angesteuert, um dort ihre Ruhezeiten einzubringen. Da das unbewohnte Gelände mit teils hochauflösenden Kameras gut abgesichert ist, ist das trotz der Abgeschiedenheit relativ gefahrlos möglich.

## Verkehr

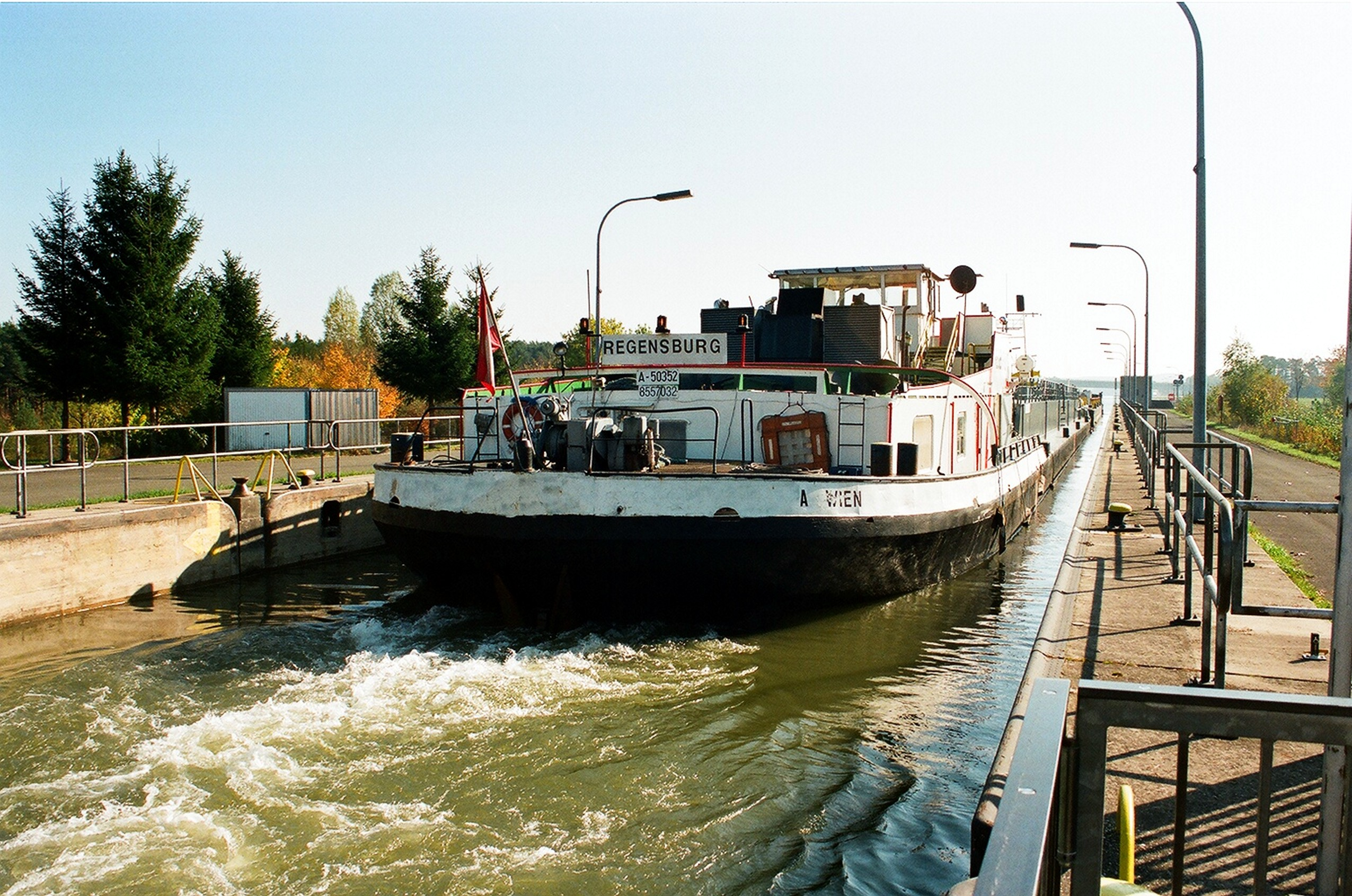
Die Schleuse Eckersmühlen

Die Staatsstraße 2237 verläuft 700 Meter nördlich und führt nach Roth und zu der dort autobahnähnlich ausgebauten Bundesstraße 2 in 2,5 km Entfernung westlich, sowie bei Allersberg zur Autobahn A 9 in 6 km Entfernung östlich.

### Personennahverkehr
An der Abzweigung der St 2237 zur Lände Roth gibt es in 700 Metern Entfernung eine Bedarfshaltestelle der Linie 608, die im Auftrag der VGN von einem privaten Busunternehmen sporadisch bedient wird (samstags und sonntags nur als Bedarfs-Rufbus); diese hat aber eher Schulbuscharakter. Wochentags gibt es tagsüber als Linie 608.5 ein stündliches Linienbedarfstaxi, das gerne von Einpendlern benutzt wird, und die Lände direkt anfährt.

## Veranstaltungen

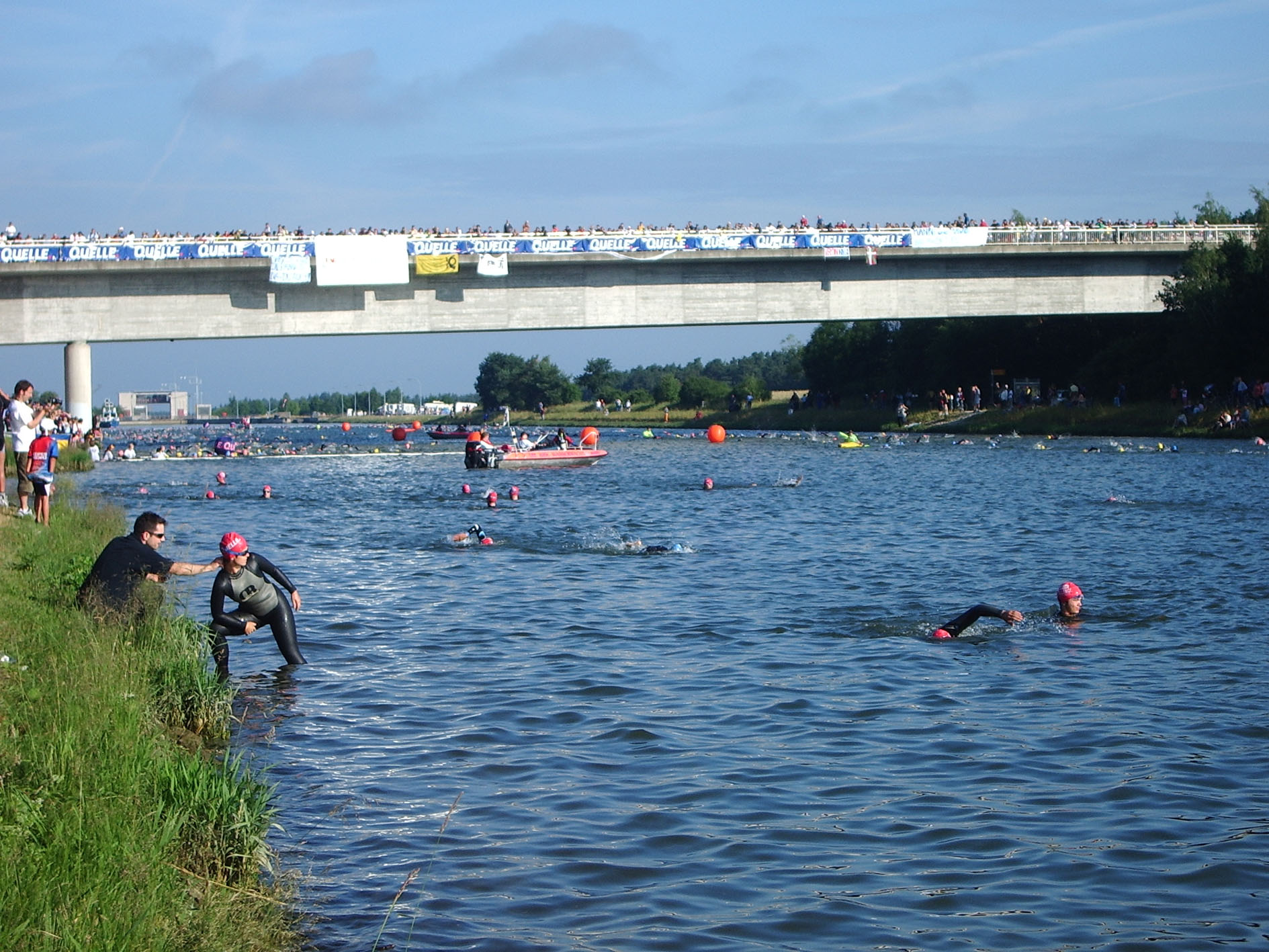
Schwimmstrecke der Challenge Roth im Main-Donau-Kanal

Einmal im Jahr wird die Lände Roth zum Publikumsmagneten, wenn der Marathon zur Challenge Roth (eine Triathlon-Folgeveranstaltung des Ironman Europe) dort stattfindet.
Nur zu Jubiläen gibt es Hafenfeste. Gelegentlich finden Wasserski- und Bootsslalom-Veranstaltungen statt. Sporadisch nutzt auch der Modellbauclub Nürnberg das Gelände für Bootsmodell-Vorführungen und Rennen.